# 福田節郎
福田 節郎（ふくだ せつろう、1981年12月21日 - ）は、日本の小説家。神奈川県横須賀市出身。

## 経歴
2022年、「銭湯」で第4回ことばと新人賞を受賞してデビューする。
2023年、初の単行本『銭湯』を刊行。2024年、同作が第4回みんなのつぶやき文学賞の国内篇第2位に選ばれる。

## 作品リスト

### 単行本
- 『銭湯』（2023年5月 書肆侃侃房）
  - 銭湯 - 『ことばと』vol.6（2022年10月）
  - Ｍaxとき - 書き下ろし

### 単行本未収録
小説
- 「才能」 - 『ことばと』vol.7（2023年11月）
- 「独壇場」 - 『ことばと』vol.8（2024年10月）
- 「我々に罪はない」 - 『スピン/spin』第11号（2025年3月）
- 「実況」‐『ランバーロール07』（2025年4月）

エッセイ・書評
- 「サカナさん」 - 『小説すばる』2023年7月号
- 「裏切者」 - 『すばる』2024年8月号
- 「読みながら、思い出す……。小説に流れる時間。」（長嶋有『僕たちの保存』書評） - 『クロワッサン』2025年1月10日号